# Combutters
Combutters es un programa de televisión conducido por el periodista peruano Phillip Butters y transmitido por PBO Radio. El nombre del programa es una fusión entre la palabra «combate» y el apellido del periodista. Anteriormente se emitió en Willax Televisión.

## Historia
El programa se estrenó en marzo de 2017 con Phillip Butters, considerado polémico por sus comentarios y disputas con los medios de comunicación principales peruanos. El ingreso de Butters provocó la renuncia de la periodista Cecilia Valenzuela, Willax pidió a Valenzuela que reconsidere su posición, caso que no pasó.
El programa formó parte de la franja nocturna de lunes a viernes del canal, donde compartió lugar con Milagros Leiva y Beto Ortiz. En este programa se revelaron informaciones proporcionadas por miembros de la oposición al gobierno de Pedro Castillo. Destacó la divulgación en exclusiva de conversaciones entre Zamir Villaverde, supuesto financiador de Castillo, con el entonces ministro de Transportes y Comunicaciones Juan Silva y el secretario Bruno Pacheco. Una de las conversaciones con Juan Silva fue transcrita por la Fiscalía, en que confirmó su autenticidad. Esto le permitió a Villaverde participar como colaborador eficaz en el proceso de financiación de la campaña presidencial.
En 2023, un reportaje del programa se citó en la Moción de Orden del Día 7565, realizada por Patricia Chirinos, para denunciar una supuesta intromisión ante los miembros de la Sala Penal de la Corte Suprema en el juicio político a la Junta Nacional de Justicia. En un documento presentado por las Naciones Unidas, se criticó que en la denuncia se recurría a Combutters y al diario Expreso para realizar afirmaciones «sin más pruebas» que las presentadas.
En 2024, Phillip Butters anunció que dejaba de emitir los programas Combutters y PBO en Willax, ya que su presencia era «inviable» para el canal. El presentador señaló que se debía a diferencias con el empresario Erasmo Wong y descartó la posibilidad de que hubiera censura editorial.

## Controversias
El programa sufrió en dos ocasiones la suspensión temporal, una por los comentarios racistas contra la selección de fútbol de Ecuador en 2017, y luego por comentarios homofóbicos por una campaña del Ministerio de la Mujer y Poblaciones Vulnerables que vinculaba a los altos rangos de las Fuerzas Armadas del Perú en 2019.
El 18 de mayo de 2020 durante la emisión diaria, el programa televisivo no salió al aire por «problemas técnicos» según Willax Televisión, el suceso generó una reacción diversa en las redes sociales, entre los que acusaban de censura hacia el periodista por la oposición de Combutters al gobierno del presidente Martín Vizcarra en el marco de la crisis política de 2017-2020.
En diciembre de 2022, sus declaraciones que fomentaron la violencia contra los manifestantes simpatizantes de Pedro Castillo le valieron un comunicado del Consejo de la Prensa Peruana. En febrero de 2023, La República informó de que el programa había reutilizado, sin verificar la fuente, un vídeo de la emboscada de México de 2018 como supuesta justificación de la emboscada terrorista contra «nuestros policías» en el Vraem «para que lo vea [Gustavo] Petro y […] los colombianos que viven en Perú, porque esto es un ataque terrorista».
En relación con el escándalo de corrupción en el Ministerio Público, en el año 2024, Jaime Villanueva, otrora asesor y aspirante a colaborador eficaz, presentó acusaciones en contra de la exfiscal de la Nación suspendida Patricia Benavides. Las acusaciones Villanueva alegaron que Benavides filtró el certificado médico del fiscal Rafael Vela al presentador Phillip Butters. Dicho certificado fue posteriormente presentado en televisión después de que Vela solicitara la reprogramación de una audiencia en su contra, la cual fue concedida para el 22 de noviembre de 2023. Además, las declaraciones de Villanueva afirmaron que Benavides habría contemplado remover al señor Vela de su cargo con el propósito de dañar su reputación.
Butters volvió a difundir una primicia sobre José Domingo Pérez, compañero de Rafael Vela, sobre las acusaciones de «desbalance patrimonial». Su difusión fue respaldada por el grupo de ultraderecha Los Combatientes, satélite de La Resistencia.
La presentadora de televisión Magaly Medina señaló que el programa de Butters recibió críticas debido a la estrategia de prevalecer la ideología del conductor sobre las investigaciones periodísticas.